# Arcanator
Arcanator is een geslacht van vogels uit de familie vlekkeellijsters (Arcanatoridae). Het geslacht telt één soort.

## Soorten
- Arcanator orostruthus – Buulbuullijster